# بهرام یکم
بهرام یکم (به پارسی میانه: 𐭥𐭫𐭧𐭫𐭠𐭭) یا بهرامِ اورمزد، چهارمین شاهنشاه ایران و انیران از دودمان ساسانی بود که به‌مدت سه سال، از ۲۷۱ تا ۲۷۴ میلادی فرمانروایی کرد.
او بزرگ‌ترین پسر شاپور یکم (۲۴۰–۲۷۰) بود و جانشین برادرش هرمز یکم (۲۷۰–۲۷۱) شد که یک سال سلطنت کرده بود. دوران سه ساله حکومت بهرام پایان تسامح ساسانیان نسبت به مانی و پیروانش و آغاز قدرت گرفتن آتشکده و کرتیر بود و منجر به کاهش آزادی مذهبی - برای مدتی - در شاهنشاهی ساسانی شد. در همین دوران بود که پیامبر آیین مانوی زندانی شد و درگذشت. سلطنت بهرام یکم تا حد زیادی بدون حادثه سپری شد و پس از درگذشت بهرام، پسرش به نام بهرام دوم جانشین او شد.

## نام و ریشه آن
نام بهرام در زبان فارسی نوین شکل تغییر یافته از واژه پارسی میانه وهرام یا وهران است. بهرام، ایزد پیروزی ایرانی است که نامش از ایرانی باستان Vṛθragna گرفته شده است که در اوستایی به شکل ورثرغنه به معنای موانع و پیروز است و ریشه نیاهندواروپایی آن به صورت -wltro-gwhen (زننده موانع) بازسازی می‌شود. همچنین vṛtrahan (مانع‌شکن) که یکی از صفات ایزد هندی ایندرا می‌باشد که وهرام، بهرام و انواع دیگر از آن مشتق می‌شوند، ضبط شده است. این نام در ارمنی به صورت واهاگن و ورام  در گرجی به عنوان بارام  در سغدی وشن، در پارتی وریهرام و بلخی اُرلاگنو ضبط شده است. منابع یونانی نام این شاهنشاه را Baranes نوشته‌اند و در لاتین به عنوان Vararanes ضبط شده است.

## پیش‌زمینه
از سال ۲۰۵ میلادی، لشکرکشی ساسانیان برای تسلط بر ایالت پارس آغاز شد. اردشیر بابکان با شعار یکپارچگی مذهبی و سیاسی سرزمین ایران بر علیه اشکانیان شورید. اردشیر در سال ۲۲۴ میلادی توانست با کشتن اردوان پنجم، آخرین شاهنشاه اشکانی و در سال ۲۲۹ با شکست بلاش ششم، شاهنشاهی ساسانی را تأسیس کند. او سپس دین زرتشت را مذهب رسمی کشور اعلام کرد. در این زمان بیشتر فلات ایران و سواحل عربی خلیج فارس به تصرف اردشیر درآمد و جزئی از شاهنشاهی ساسانی شد. همچنین در این زمان کار جمع‌آوری اوستا توسط موبد تَنسَر به اتمام رسید.
ساسانیان نیز مانند اشکانیان بر سر ارمنستان و نواحی غربی ایران با روم اختلاف داشتند. اردشیر توانست طی چند سال حاکمان دست‌نشانده و بازماندگان خاندان اشکانی مانند اشکانیان آلبانیای قفقاز، ارمنستان و ایبری را مطیع دولت ساسانی گرداند. اردشیر در حمله به ارمنستان، سوریه و کاپادوکیه با الکساندر سوروس امپراتور روم درگیر جنگ‌هایی شد که البته همیشه کامیاب نبود. در نهایت پنج سال پس از مرگ امپراتور، یعنی در سال ۲۴۰، مناطق میانرودان، قلعه دارا، حران، نصیبین و هاترا به تصرف اردشیر درآمد. شاپور یکم ادامه‌دهنده راه پدرش اردشیر و البته موفق‌تر بود و توانست قلمروی ایران را از شرق با از بین بردن شاهنشاهی کوشانی و در غرب با شکست دادن متوالی سه امپراتور روم، گسترش دهد.

## اوایل زندگی
بهرام یکم بزرگ‌ترین پسر شاپور یکم، دومین شاهنشاه امپراتوری ساسانی (حک. ۲۴۰–۲۷۰) بود. بهرام سه برادر کوچکتر به نام‌های هرمز، نرسه و شاپور داشت. گرچه بهرام بزرگ‌ترین پسر شاپور بود اما به عنوان شاهنشاه بعدی انتخاب نشد و هرمز (حک. ۲۷۰–۲۷۱) از او پیشی گرفت؛ دلیل این مسئله احتمالاً تبار سطح پایین مادر بهرام بوده است.در دوران سلطنت شاپور یکم، بهرام به عنوان فرماندار منطقه تازه فتح شده گیلان، واقع در کرانه جنوب‌غربی دریای خزر خدمت می‌کرد و لقب «گیلانشاه» (شاه گیلان) را داشت. نام او در ضلع شرقی سنگ‌نبشته شاپور یکم در کعبه زرتشت در نقش رستم نیز ذکر شده است.
شاپور یکم در سال ۲۷۰ میلادی درگذشت و هرمز یکم جانشین او شد. هرمز یکم از مه ۲۷۰ تا زمان مرگش در ژوئن ۲۷۱ سلطنت کرد. بهرام که در دوران پدرش هرگز یک گزینه جدی برای نشستن بر تخت به حساب نمی‌آمد، پس از مرگ برادرش، شاهنشاه ایران شد. بهرام با نرسه به توافق رسید تا او عنوان «بزرگ ارمنشاه» (شاه بزرگ ارمنستان) را نگه دارد و در عوض از ادعایش بر تاج و تخت ایران چشم پوشی کند. گرچه نرسه اقدامی علیه بهرام نکرد و به ارمنستان بازگشت اما هرگز بهرام را یک شاهنشاه قانونی نمی‌دید و به او به چشم یک غاصب نگاه می‌کرد.

## سلطنت

### سیاست‌های مذهبی
شاهنشاهان ساسانی پیش از بهرام، سیاست نرمی را در قبال اقلیت‌های دینی شاهنشاهی خود در پیش گرفتند. شاپور یکم با اینکه به مزداپرستی علاقه زیادی نشان می‌داد و تعالیم دین خود را تحسین می‌کرد، اجازه داد تا مسیحیان، یهودیان و بوداییان به آیین‌های دینی خود عمل کنند. دیدگاه تساهل مذهبی شاپور در دوره پادشاهی او از اهمیت ویژه‌ای برخوردار شد. در دوران وی، کرتیر روحانیت زردشتی را شکل داد و خود او در پی تثبیت مجموعه‌ای از قوانین، به محوریت اوستا و نیز خلق یک آیین مشترک و وحدت بخش و سرانجام، در پی تثبیت یک نظام طبقاتی زردشتی وابسته به حکومت بود. همزمان مانی از میانرودان ظهور کرد و مبشر دینی شد که از همه نظر «جهانی» شمرده می‌شد. بنابر منابع مانوی، در سال‌های پایانی اردشیر (حک. ۲۲۴–۲۴۲)، شخص مانی مرزهای شاهنشاهی ساسانی را درنوردیده و از هند سر برآورده است. در دوره شاپور یکم به داخل مرزهای ساسانیان بازگشته، به حضور شاهنشاه شاپور رسیده، از سوی او مفتخر شده و سرانجام از سوی او اجازه یافته در قلمرو شاهنشاهی به تبلیغ بپردازد. اما در زمان بهرام یکم و با به قدرت رسیدن کرتیر، اوضاع شروع به تغییر کرد.
در سال ۲۷۴ میلادی، مانی از شرق به پیشگاه بهرام یکم فراخوانده شد، متنی مانوی نیز از برخورد شدید شاه با پیامبر مزبور در دست است، در دربار او را به شدت نکوهش کردند که نه پزشک خوبی است و نه بهره‌اش به کسی می‌رسد. سرانجام هم بهرام فرمان دستگیری و زندانی کردن مانی را صادر کرد. سپس کرتیر و دیگر موبدان، بهرام را متقاعد کردند که مانی را به اعدام محکوم کند و بدین ترتیب مانی کشته شد. در پی مرگ مانی، پیروانش توسط کرتیر و روحانیون زردشتی تحت تعقیب، شکنجه و آزار قرار گرفتند. روحانیون زردشتی، مانی را فیلسوفی ناهمگون و بت‌پرست می‌دانستند که برداشت‌های مبهمی از دین زردشت ارائه می‌کرد که به اندیشه‌های مسیحی، یهودی و بودایی آلوده بود.
در دوره بهرام یکم عنوان‌های کرتیر زرق و برق‌دارتر شده‌اند، بهرام نه تنها ابتدا او را به یکی از نخبگان بدل کرد، بلکه عنوان دادور کل قلمرو شاهنشاهی را نیز به او داد. کرتیر با حمایت بهرام یکم پایه‌های آتشکده دولتی زرتشتی را بنا نهاد که مانند کلیسای کاتولیک رم بود و این امر باعث شد که بهرام در منابع ساسانی به عنوان «پادشاهی نیکوکار و شایسته» مورد تشویق قرار گیرد.
با این حال، بهرام یکم مانند پیشینیانش یک زرتشتی میانه‌رو بود.

### روابط خارجی
در دوران سلطنت بهرام یکم، زنوبیا، شاه‌بانوی پالمیرا، برای فرار از فشار روم از ایران یاری خواست. بهرام درخواست او را اجابت کرد اما تنها سپاه کوچکی به یاری‌اش فرستاد. این سپاه نتوانست کمکی به زنوبیا کند و پالمیرا دوباره به امپراتوری روم ضمیمه شد. بهرام پس از این واقعه برای دلجویی از امپراتور روم، برای او هدایای گرانبهایی ارسال کرد. اما اورلیان، که از مداخلهٔ ایران در مسئله پالمیرا رنجیده بود، به قصد کینه‌جوئی، آلان‌ها را بر آن داشت که از طرف قفقاز به ایران بتازند ولی اورلیان در سال (۲۷۴ میلادی)، در اثر شورش سربازان خویش کشته شد و در پی آن، خطر حمله آلان‌ها نیز رفع گردید. اندکی بعد بهرام نیز درگذشت.

## درگذشت و میراث

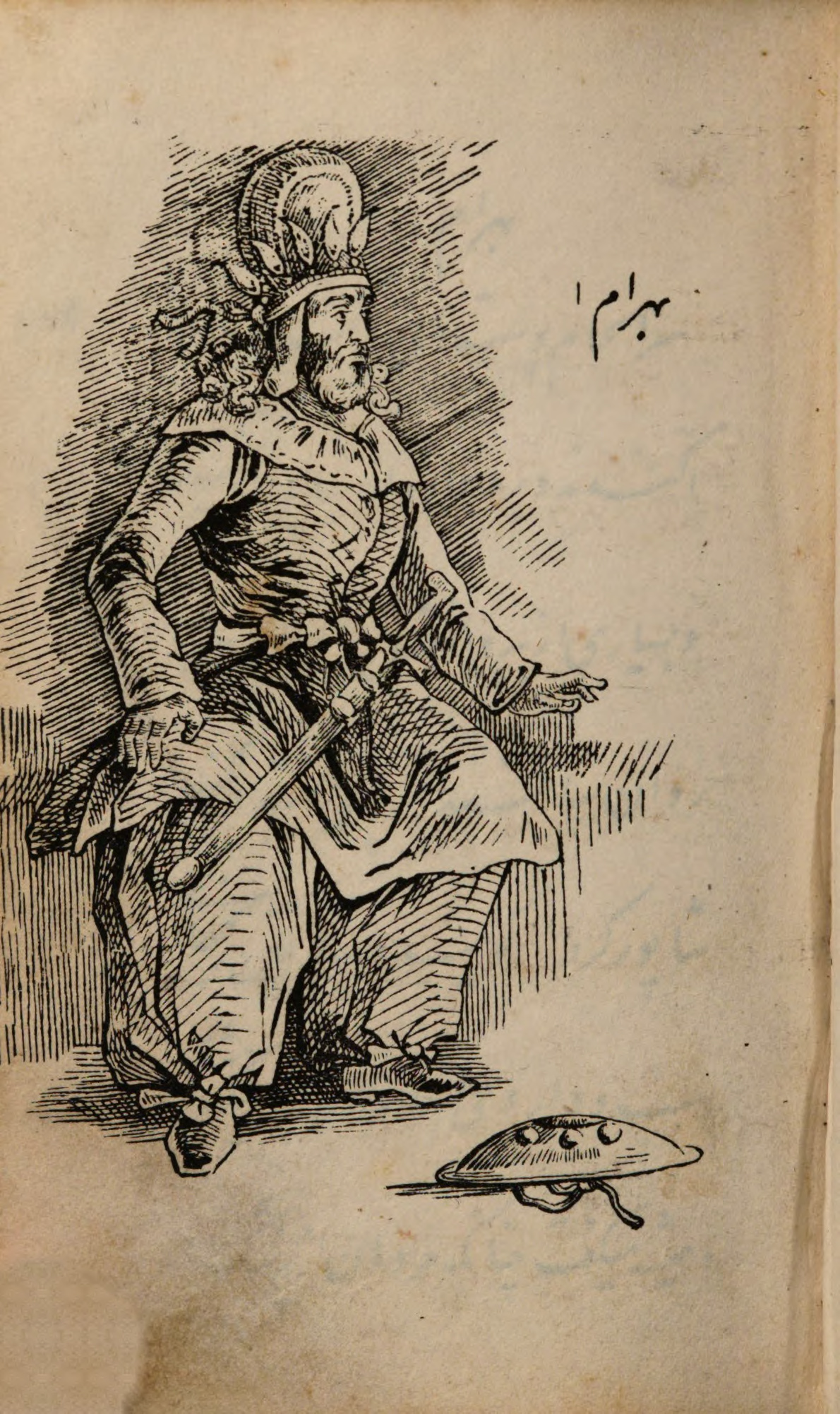
نگاره‌ای از بهرام یکم در نامهٔ خسروان

بهرام یکم در سپتامبر ۲۷۴ به مرگ طبیعی درگذشت و پسرش بهرام دوم به جای او برتخت نشست. یکی دیگر از فرزندان بهرام، هرمز یکم کوشانشاه بود که به عنوان فرمانروای دولت ساسانیان هند در قسمت شرقی شاهنشاهی ساسانی برگزیده شده بود، اما پس از به قدرت رسیدن برادرش، بر او شورید و خودش را در بلخ شاهنشاه اعلام کرد؛ با این حال بهرام دوم با موفقیت این شورش را سرکوب کرد. بهرام سوم نوه بهرام یکم آخرین شاه از خانواده وی بود که بر ایران حکومت کرد. در سال ۲۹۳ نرسه با حمایت بزرگان و اشراف، به سمت تیسفون به راه افتاد و با برکناری نوه بهرام یکم، یعنی بهرام سوم، خود را شاهنشاه اعلام کرد. پس از برکناری بهرام سوم از سلطنت، خط جانشینی ساسانیان از بهرام یکم به نرسه و فرزندانش منتقل شد و تا زمان سقوط شاهنشاهی ساسانی در ۶۵۱ میلادی تداوم یافت.

## ظاهر و شخصیت
کتاب گمشده پرتره‌های پادشاهان ساسانی، بهرام یکم را اینگونه به تصویر می‌کشد که «ایستاده، در دست راستش نیزه‌ای در دست دارد و به شمشیری که در سمت چپ نگه داشته شده، تکیه داده است، و لباس و شلوار و کفش سرخ و تاجی طلایی که بالای آن کره‌ای به رنگ آبی آسمانی است.»
بهرام یکم علاقمند به شکار، برگزاری ضیافت‌های شاهانه و بزم‌های درباری بود. در منابع زرتشتی بهرام به دلیل نیکوکاری و دادگری‌اش ستوده شده است.

## سکه‌شناسی
در زمان بهرام یکم، پشت سکه‌ها به نسخه ضرب شده در زمان سلطنت شاپور یکم تغییر یافت با این تفاوت که دو خدمتکار به جای اینکه روبروی محراب آتشکده باشند، پشت به آن هستند. روی سکه‌های بهرام یکم نشان می‌دهد که او تاج متمایز میترا را بر سر دارد. تاجی که با میخ‌های پرتوی شکل تزئین شده است.
سکه‌ای از بهرام ظاهراً در بلخ در باختر ضرب شده است که آن را اولین سکه شاهنشاهی ساسانی می‌کند که در قلمروهای سابق امپراتوری کوشان ضرب شده و فرمانروایی مستقیم ساسانیان را در منطقه تحت رهبری بهرام یکم تأیید می‌کند. این سکه به غیر از سکه‌های ضرب شده توسط حاکمان دست‌نشانده کوشان-ساسانی می‌باشد. 

سکه‌های بهرام یکم
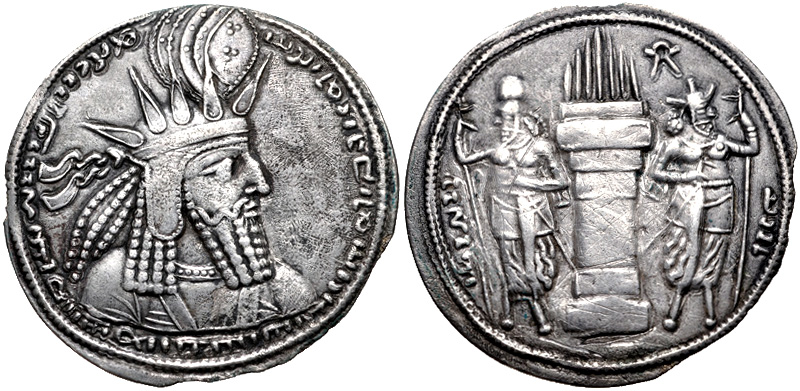
درخم بهرام یکم، ضرب تیسفون
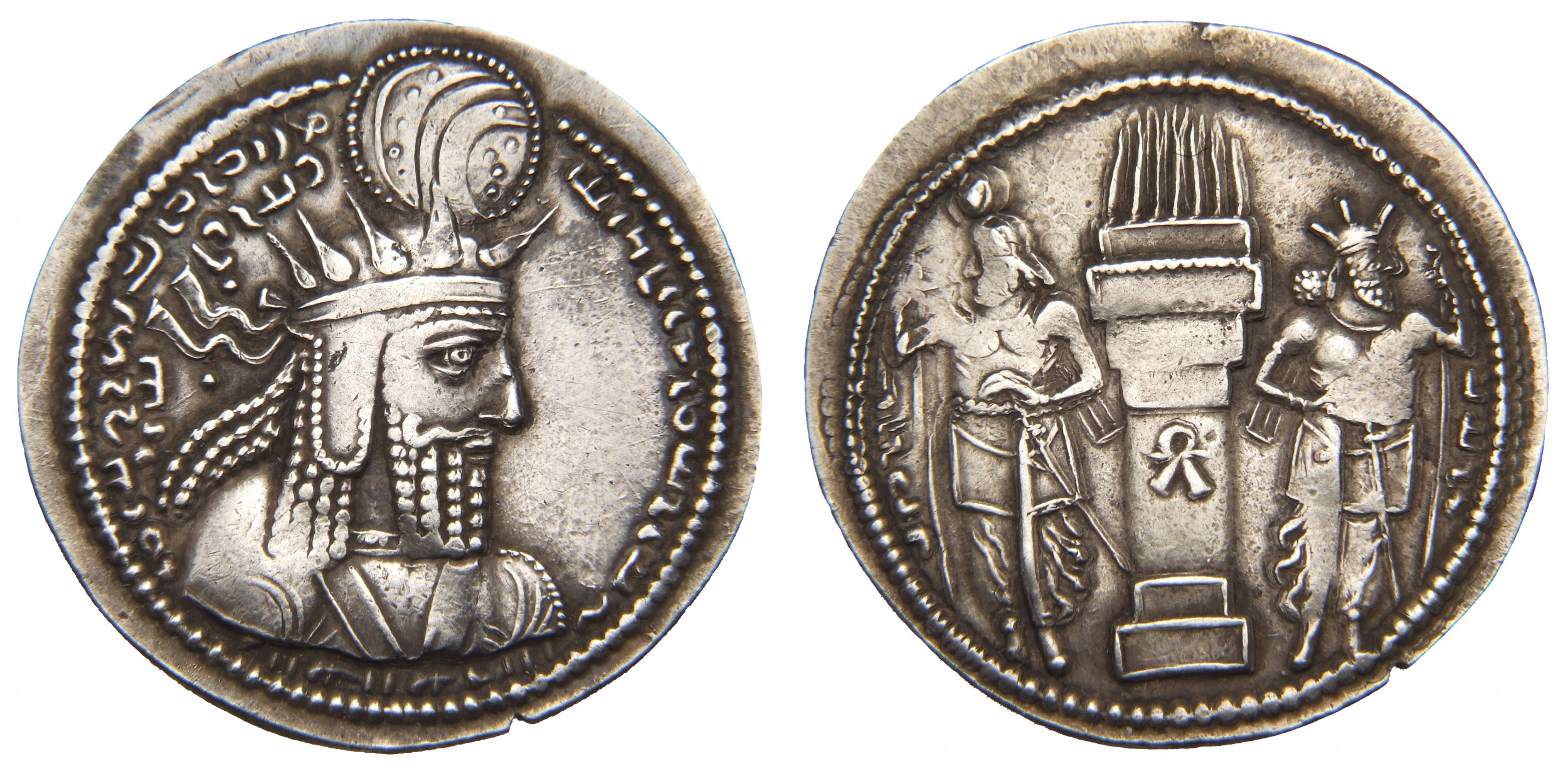
درخم بهرام یکم، موزه پرگامون
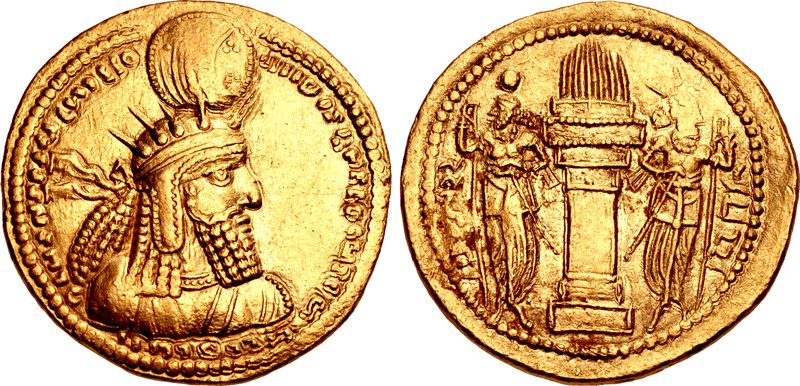
دنار بهرام یکم، ضرب همدان

## سنگ‌نگاره

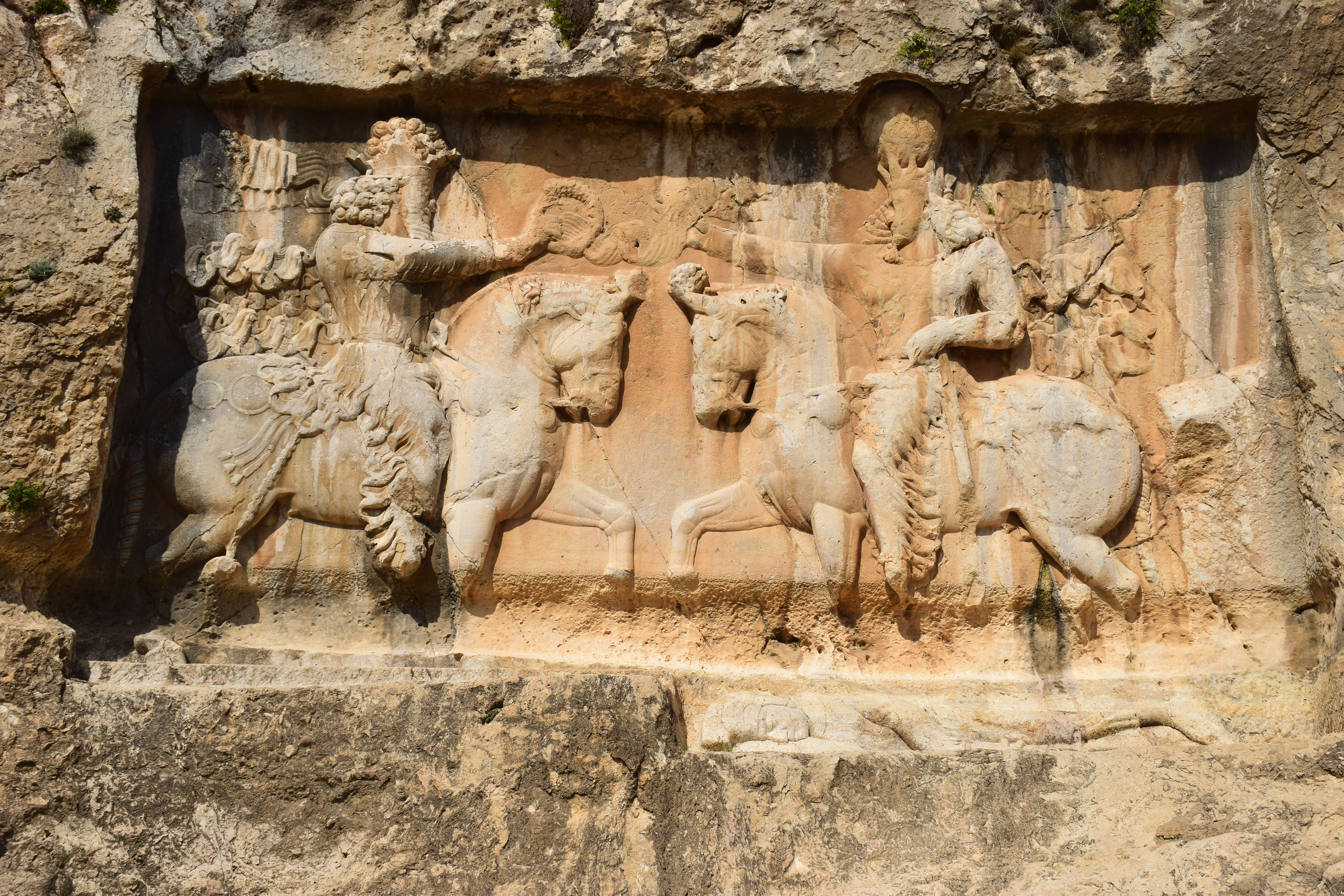
نقش‌برجستهٔ تاج‌ستانی بهرام از اهورامزدا در تنگ چوگان، بهرام در راست و اهورامزدا در چپ

به پیروی از اردشیر بابکان و شاپور یکم، بهرام نیز تصویری از به سلطنت رسیدن خود را در نقش‌برجسته‌ای سنگی کنده‌کاری کرد. این سنگ‌نگاره او را سوار بر اسب نشان می‌دهد درحالی که نشان سلطنت را از اهورامزدا دریافت می‌کند که او نیز بر اسبی سوار است. همچنین کتیبه‌ای به زبان پارسی میانه در کنار این نقش برجسته نوشته شده است. به گفته اریش اشمیت باستان‌شناس، این نقش برجسته «از لحاظ هنری جذاب‌ترین نمونه در میان مجسمه‌های صخره‌ای ساسانی است». هنگامی که نرسه در سال ۲۹۳ میلادی بر تخت نشست، در این نقش‌برجسته صخره‌ای تغییراتی را اعمال نمود و نام خود را جایگزین نام بهرام کرد.

### واژگان
1. ↑  (Verethragna) veretra
2. ↑  verethragnan
3. ↑  Vrām/Vahagn
4. ↑  Baram
5. ↑  Warθagn